# Toğrul Əsgərov
Toğrul Əsgərov (también escrito como Toghrul Asgarov; Gəncə, 17 de septiembre de 1992) es un deportista azerbaiyano que compitió en lucha libre; campeón olímpico en Londres 2012.

## Trayectoria
Participó en dos Juegos Olímpicos de Verano, obteniendo dos medallas, oro en Londres 2012, en la categoría de 60 kg; y plata en Río de Janeiro 2016, en la categoría de 65 kg. En los Juegos Europeos de Bakú 2015 obtuvo una medalla de oro en la categoría de 65 kg.
Ganó una medalla de plata en el Campeonato Mundial de Lucha de 2010 y una medalla de oro en el Campeonato Europeo de Lucha de 2012.
Por sus éxitos deportivos fue condecorado en 2012 con la Orden de Shohrat, en 2015 con la Orden del Servicio a la Patria (grado II) y en 2016 con la Orden del Servicio a la Patria (grado III).
En julio de 2023 fue nombrado entrenador jefe del equipo femenino de lucha libre de Azerbaiyán.

## Palmarés internacional
| Juegos Olímpicos   | Juegos Olímpicos        | Juegos Olímpicos | Juegos Olímpicos |
| Año                | Lugar                   | Medalla          | Categoría        |
| ------------------ | ----------------------- | ---------------- | ---------------- |
| 2012               | Londres (Reino Unido)   | Medalla de oro   | 60 kg            |
| 2016               | Río de Janeiro (Brasil) | Medalla de plata | 65 kg            |
| Campeonato Mundial |                         |                  |                  |
| Año                | Lugar                   | Medalla          | Categoría        |
| 2010               | Moscú (Rusia)           | Medalla de plata | 55 kg            |
| Juegos Europeos    |                         |                  |                  |
| Año                | Lugar                   | Medalla          | Categoría        |
| 2015               | Bakú (Azerbaiyán)       | Medalla de oro   | 65 kg            |
| Campeonato Europeo |                         |                  |                  |
| Año                | Lugar                   | Medalla          | Categoría        |
| 2012               | Belgrado (Serbia)       | Medalla de oro   | 60 kg            |